# イェイ川州
イェイ川州(イェイがわしゅう、英語：Yei River State)は、南スーダン南部のエクアトリア地方中南部にかつて存在した州。2015年成立、2020年廃止。
2014年の人口は78万8610人。
州都はイェイ。

## 隣接州
- 北：アマディ州
- 北東：ジュベク州
- 東：イマトン州
- 南東：モヨ県、ユンベ県、コボコ県
- 南西：イトゥリ州
- 西：高ウエレ州
- 北西：マリディ州

## 行政区画
以下の10郡から成る。
- イェイ川郡
- ウジ郡
- オトゴ郡
- カジョ・ケジ郡
- キンディ郡
- クペラ郡
- トレ郡
- ネポ郡
- モロボ郡
- ライニャ郡